# کشیشتف خامیتس
کشیشتف خامیتس (لهستانی: Krzysztof Chamiec؛ ‏ تلفظ لهستانی: [ˈkʂɨʂtɔf]؛‏ ۲ فوریهٔ ۱۹۳۰ – ۱۱ اکتبر ۲۰۰۱) بازیگر اهل لهستان بود.
از فیلم‌ها یا مجموعه‌های تلویزیونی که وی در آن‌ها نقش داشته است، می‌توان به نخستین روز آزادی، لهستان بازسازی‌شده، ترانه عاشقانه‌ای برای یانوشک، در خوشی و سختی، چهار تانکچی و یک سگ، قماری بالاتر از زندگی و پیروزی آسان اشاره نمود.